# 7173 Sepkoski
7173 Sepkoski è un asteroide della fascia principale. Scoperto nel 1988, presenta un'orbita caratterizzata da un semiasse maggiore pari a 1,9565655 UA e da un'eccentricità di 0,0132366, inclinata di 19,58377° rispetto all'eclittica.